# Joachim Jüriens
Joachim Jüriens (* 8. August 1958 in Erlangen) ist ein ehemaliger deutscher Fußballtorhüter.

## Karriere
Joachim Jüriens spielte in der Jugend von TSV Frauenaurach, ASV Herzogenaurach und der SpVgg Fürth. Bei Herzogenaurach wurde Jüriens in der Landesliga eingesetzt, durch gute Leistungen wurde der Bundesligist Eintracht Frankfurt auf den talentierten 22-jährigen Torhüter aufmerksam und holte ihn 1980 an den Main. Bei der Eintracht spielte Jüriens bis 1984. In seiner ersten Saison holte er 1981 mit der Eintracht den DFB-Pokal, kam im Wettbewerb allerdings nicht zum Einsatz. Bei der Eintracht kam Jüriens auf 30 Ligaeinsätze, sowie zwei Einsätze im DFB-Pokal und in der Saison 1981/82 auf einen Einsatz im Europapokal der Pokalsieger. Er stand bei der Eintracht im Schatten des Stammtorhüters Jürgen Pahl. Ab 1984 spielte er eine Saison beim SSV Ulm 1846 in der zweiten Liga.
1985 verließ Jüriens das Profilager und spielte fortan im Amateurbereich. Er spielte bis 1998 bei folgenden Vereinen: SpVgg Fechenheim, Union Niederrad, TSV Mainaschaff, Germania Dörnigheim und SG Bruchköbel.

## Wettbewerbsübersicht
| Bundesliga  | Bundesliga  | 30 | Spiele | 0 | Tore |
| 2. Liga     | 2. Liga     | 14 | Spiele | 0 | Tore |
| DFB-Pokal   | DFB-Pokal   | 2  | Spiele | 0 | Tore |
| Europapokal | Europapokal | 1  | Spiele | 0 | Tore |